# Društvo za promocijo tradicionalnih vrednot
Društvo za promocijo tradicionalnih vrednot (DPTV ali DZPTV) je slovenska nevladna organizacija, ustanovljeno marca 2019. Zastopnik društva je Urban Purgar.
Društvo kot svoje poslanstvo navaja »širjenje pomena tradicionalnih vrednot in kulturne dediščine Slovencev; ustvarjanje, organiziranje in prirejanje javnih predavanj in multimedijskih predstavitev na tematiko kulturne dediščine Slovencev«. Društvo je izdajatelj spletnega portala Nacionalna tiskovna agencija in avtor knjig slovenskega identitarnega gibanja, ukvarja pa se tudi s pripravo predavanj in delavnic. V okviru Društva deluje tudi slovenska etnonacionalistična in belska nacionalistična organizacija Tradicija proti tiraniji.
Društvo je povezano s slovensko desničarsko skupino Rumeni jopiči. Društvo je bilo v javnosti deležno kritik zaradi razširjanja skrajno desnih idej in vsebin ter zaradi povezav s skrajno desnimi skupinami in gibanji. Več osrednjih članov Društva je bilo identificiranih kot privržencev gibanja Generacija identitete in/ali Rumenih jopičev in/ali neonacizma.

## Pregled

### Dejavnost
Društvo je izdajatelj spletnega portala Nacionalna tiskovna agencija in si pripisuje avtorstvo knjig slovenskega identitarnega gibanja Manifest za domovino in Evropa narodov (pri čemer ni jasno, ali je društvo istovetno s slovensko vejo gibanja Generacija identiteta, saj je bilo društvo ustanovljeno leta 2019, prva od knjig pa je izšla že leta 2018, hkrati pa je kot avtor knjig navedeno zgolj gibanje Generacija identiteta); slovensko Gibanje identiteta je sicer poslovalo prek računa Društva za promocijo in ohranjanje kulturne identitete, ki se je ukvarjalo z izdajo publikacij oz. knjig in katerega zastopnik je bil David Mojškerc (ustanovitelj slovenske Generacije identiteta in kasnejši soustanovitelj Društva za promocijo tradicionalnih vrednot). Zbornik Evropa narodov so sicer soustvarjali tudi politik SDS Branko Grims, politik SNS Zmago Jelinčič in politik DOM Brnard Brščič.
Društvo naj bi v prihodnosti izdalo še več knjig in pripravljalo delavnice. Purgar je navedel, da društvo izvaja tudi »[...] predavanja in delavnice o pomenu kulturne identitete Slovenije in o zgodovini Slovenije, se pravi o pravi zgodovini Slovenije. Vodimo te vodene oglede po Sloveniji, znamenitosti slovenske si pogledamo ob programu, spet zgodovinskem, kjer razlagamo pravo zgodovino, ne to židovsko, oziroma našo še z vidikom komunizma«. Purgar je tudi napovedal, da bo Društvo leta 2021 ali najkasneje leta 2022 izdalo zgodovinsko revizionistično knjigo, katere namen bo služiti kot "protiutež uradni [judovski] zgodovini" in predstaviti resnično zgodovino Adolfa Hitlerja.

#### Tradicija proti tiraniji
Tradicija proti tiraniji je desničarska etnonacionalistična in belska rasna nacionalistična metapolitična organizacija, ki jo je leta 2017 ustanovil Andrej Sekulović in ki deluje v okviru društva. Organizacija navaja, da se je začela leta 2017 kot spletna stran, ki se je kasneje razvila v "novo rasno osveščeno identitarno gibanje". Organizacija se po lastnih navedbah zavzema za »ohranitev naše rasne in kulturne identitete«, »spodbujanje rasne in nacionalne zavesti« in »ohranitev biološke integritete naše rase«. Organizacija po lastnih navedban deluje »v sklopu idej evropskega nacionalizma in identitarne desnice« in poskuša »razbiti liberalno in levičarsko kulturno hegemonijo«. Po navedbah Mladine organizacija na svoji spletni strani promovira rasistične in neonacistične ideje. Organizacija ob objavi slik privržencev obraze prikriva oz. zamegljuje. Organizacija upravlja tudi spletno stran v srbskem jeziku.
Tradicija proti tiraniji kot svojo dejavnost izpostavlja metapolitični kulturni boj proti zunanjim in notranjim sovražnikom (predvsem levičarstvu in liberalizmu), ki ga vrši prek zapisov in publikacij, javnega diskurza, razobešanja transparentov in razširjanja nalepk. Organizacija se z namenom promocije mozaika interesov evropskih nacionalizmov in skupnih interesov belske rase (ter »biološke integritete« belske rase) prav tako zavzema za povezovanje z »rasno osveščenimi nacionalisti in identitarnimi aktivisti iz vseh evropskih dežel«. Organizacija se zavzema za vzpostavljanje oz. ohranjanje rasno homogenih družb. Organizacija prav tako z namenom utrjevanja svojih idej med somišljeniki in ustvarjanja metapolitične skupnosti organizira druženja, razprave in izlete. Organizacija izpostavlja tudi pomen ohranjanja naravnega bogastva. Organizacija o svojih idejah in dejavnostih javnost obvešča prek lastne spletne strani. Organizacija izpostavlja, da pri zagovarjanju svojih idej ne želi spodbujati nasilja in da cilj ni širjenje sovraštva.
Tradicija proti tiraniji je organizirala obisk Kočevskega roga, ki so se ga poleg Purgarja udeležili tudi eden izmed ustanoviteljev Društva ter en kolumnist NTA. Ob objavi fotografij obiska so obraze udeležencev na slikah zameglili. Purgar je med obiskom pred spominsko ploščo v Kočevskem rogu na eni od fotografij obiska poziral ob izkazovanju nacističnega pozdrava.
Prispevke, ki jih pripravlja Tradicija proti tiraniji, poobjavlja NTA.

### Vodstvo
Kot zastopnik društva je od aprila 2023 vpisan Urban Purgar (pred tem je bil kot zastopnik društva vpisan Žan Žalec (začenjšnji oktobra 2019)). Podpredsednik Društva je Maj Šuklje.
Purgar velja za vidnega pripadnika Rumenih jopičev oz. voditelja Rumenih jopičev. Po poročanju Mladine je Purgar simpatizer neonacizma; Purgar se je leta 2022 v majici z napisom neonacistične skupine Blood & Honour udeležil javnega shoda. Po navedbah Mladine sta Šuklje in Žalec prav tako simpatizerja neonacizma.
Ustanovitelji
Društvo ima tri ustanovitelje: Žan Žalec, David Mojškerc in Žiga Bauer.
Mojškerc in Žalec sta osrednja člana slovenske izpostave gibanja Generacija identitete (Mojškerc je ustanovitelj gibanja, Žalec pa je nastopal kot uradni predstavnik gibanja). David Mojškerc je bil zastopnik Društva za promocijo in ohranjanje kulturne identitete (v poslovni register vpisano februarja 2018 in naposled izbrisano aprila 2019), prek katerega je poslovalo slovensko Gibanje identiteta. Omenjeno društvo se je ukvarjalo z izdajo publikacij oz. knjig; iz tega naslova je tekom svojega obstoja ustvarilo dobrih 1.700€, še slabih 200€ pa iz dotacij fizičnih oseb.
Žalec in Bauer sta se politično udejstvovala v stranki SNS, Bauer pa tudi v SDS. Oba imata tesne osebne povezave s politikom SDS Žanom Mahničem.
Naslov
Naslov in poštni nabiralnik si DPTV deli z Nacionalno tiskovno agencijo in Tradicijo proti tiraniji ter s še enim vidnim pripadnikom Rumenih jopičev (ki je sicer znan kot javni govorec Rumenih jopičev in nekdanji vodja skupine Tukaj je Slovenija, več virov pa ga označuje za simpatizerja neonacizma) ter njegovimi podjetji. Na istem naslovu ima društvi registriran še eden znan ljubljanski neonacist.

### Poslovanje
V letu 2019 je Društvo ustvarilo 610,89 € prihodkov (od tega 245,89 € s prodajo pravic izdane knjige, 285 € s prodajo promocijskega materiala, 154 € pa prek donacij); v letu 2020 je ustvarilo 1.350,06 € prihodkov (od tega 73,06 € s prodajo pravic izdane knjige, 1.123 € s prodajo promocijskega materiala, 154 € pa prek donacij); v letu 2021 je ustvarilo 6.455,43 € prihodkov (od tega 287,65 € s prodajo pravic izdane knjige, 1.319,78 € s prodajo promocijskega materiala, mesečnin in letnih naročnin, 4.848,00 € pa prek donacij); v letu 2022 je ustvarilo 729,52 € prihodkov (od tega 204,64 € s prodajo pravic izdane knjige, 84,92 € s prodajo promocijskega materiala, mesečnin in letnih naročnin, 439,96 € pa prek donacij).

### Podelitev statusa NVO v javnem interesu na področju kulture
Maja 2021 je društvu ministrstvo za kulturo podelilo status nevladne organizacije v javnem interesu na področju kulture (natančneje knjižne dejavnosti). Zakon o društvih prepoveduje ustanavljanje društev, ki spodbujajo narodno, rasno, versko ali drugo neenakopravnost, nestrpnost ali sovraštvo.
Zahteva za podelitev statusa
Navedeno poslanstvo društva v zahtevi je bilo »širjenje pomena tradicionalnih vrednot in kulturne dediščine Slovencev; ustvarjanje, organiziranje in prirejanje javnih predavanj in multimedijskih predstavitev na tematiko kulturne dediščine Slovencev«. Ob podelitvi statusa je imelo društvo po lastnih navedbah 4 člane. Društvo je kot razlog za željo po pridobitvi statusa navedlo željo podpornikov po donaciji dohodnine društvu. Kot relevantne projekte v javnem interesu na področju kulture je Društvo v vlogi navedlo objavo dveh knjig identitarnega gibanja, prireditev dogodkov (prireditve »Domoljubni večer in predstavitev knjige [...]«, delavnica »Pomen SLO kulturne dediščine in zgodovine Slovencev«, projekt »Promocija izdelkov vezenine«). Kot priporočila je Društvo v vlogi navedlo potrdilo založbe Nova obzorja, da je Društvo res izdalo omenjeni knjigi, potrdilo predsednika društva rokodelcev o sodelovanju dveh članov pri izdelavi in promociji izdelkov vezenine, potrdilo zastopnika Športnega društva za študente Fakultete za upravo in Študentskega društva Utrip o izvedbi delavnic o pomenu kulturne dediščine, in pa potrdilo podjetnika, da so člani društva strankam med drugim večkrat razkazali Ljubljano.
Aprila 2021 je ministrstvo za kulturo zahtevalo dopolnitev vloge. Maja 2021 je strokovna komisija za področje knjige ministrstva izdala pozitivno mnenje o dodelitvi statusa Društvu. Ministrstvo za kulturo je Društvu priznalo izpolnjevanje 5 kriterijev za podelitev statusa (za podelitev so je bilo potrebno izpolnjevanje vsaj 3).
Odzivi
Kmalu po novici o podelitvi statusa društvu je neznanec v noči pročelje stavbe kulturnega ministrstva vandaliziral z grafiti rumenih kljukastih križev; dejanje naj bi bilo povezano z dodelitvijo statusa danemu društvu.
Minister za kulturo Vasko Simoniti je v odzivu na medijsko poročanje o podelitvi statusa društvu v javni izjavi navedel, da je bila podelitev statusa izvedena ustrezno, in zanikal, da bi šlo pri podelitvi statusa društvu za podporo neonacizmu s strani ministra ali ministrstva. Predstavnik službe za odnose z javnostjo kulturnega ministrstva Mitja Iršič je v dodatnem pojasnilu na Twitterju ob tem navedel »[...] Nič v statutu niti v delovanju ne nakazuje, da ima društvo karkoli z »neonacizmom« ali rumenimi jopiči [...] rumeni jopiči so se sami jasno distancirali od vseh treh sodobnih totalitarizmov [...]« in društvu svetoval, naj »[...] iztožijo prav vse posameznike in organizacije, ki jih omalovažujejo za neonaciste. [...]«.

### Zavrnitev članstva v CNVOS
Center za informiranje, sodelovanje in razvoj nevladnih organizacij (CNVOS) je društvu zavrnil vlogo za članstvo ker da delovanje in načrti društva niso združljivi s temeljnimi nameni in vrednotami ter statutom CNVOS. V obrazložitvi so kot vzroke za zavrnitev navedli Purgarjevo izjavo o tem, da društvo ne poučuje neprave »židovske« zgodovine, povezave društva z gibanjem Generacija identitete (ker naj bi se to smatralo za desničarsko ekstremistično gibanje, ki širi nestrpnost in spodbuja sovraštvo) in zapise NTA o superiornosti belske zahodne civilizacije in povezanosti Judov z njenim zatonom, o sramotnosti feminističnih lezbijk in poženščenih homoseksualcev ter psihiatrični motenosti LGBTQ skupnosti, o poskusih globalistov za uničenje evropske rasne identitete in homogenosti (s ciljem preprečitve gibanja »ki bi se [...] lahko dvignilo proti njim in proti njihovem parazitskem izkoriščanju naših narodov«) in o potrebi po zgledovanju po zgodovinskih junaških vojaških zmagah Evropejcev nad muslimanskimi vojskami pri soočanju z islamizacijo Evrope ob pomoči domačih izdajalcev in mednarodnih globalistov slednjim. Takšne vsebine namreč po mnenju CNVOS »širijo nestrpnost do določenih skupnosti, bodisi LGBTQ, priseljencev, muslimanov ali judov«.
Društvo se je zoper odločitev CNVOS pritožilo, saj je odločitev prepoznalo kot kršitve zakona o varstvu pred diskriminacijo, kršitev zakona o uresničevanju načela enakega obravnavanja in kot kršitev zakona o varstvu potrošnikov pred nepoštenimi poslovnimi praksami (v slednjem primeru ker CNVOS navaja, da lahko član postane vsaka NVO). Glede očitkov o spornih navedbah na NTA je društvo navedlo, da je NTA uredniško neodvisna, glede očitkov o ostalih izjavah in zapisih pa se je sklicevalo na svobodo govora in zatrdilo, da nihče od članov še ni bil obsojen zaradi spodbujanja sovraštva in širjenja nestrpnosti. Društvo je izpostavilo, da je zaradi odločitve utrpelo poslovno škodo in napovedalo koriščenje pravnega varstva in sprožitev postopkov zoper CNVOS zaradi omenjenih prekrškov. Društvo pa je prav tako napovedalo, da bo nad CNVOS (v primeru vztrajanja CNVOS pri ododločitvi) izvajalo politični in medijski pritisk: »[...] [primorani bomo poskrbeti] da bodo za škandalozni dogodek izvedeli vsi najvišji odločevalci na tistih ministrstvih, ki so največji plačniki programov katerih izvajalci ste in nam jih odrekate [...] [in] da bo o tem škandaloznem dogodku poročalo kar se da veliko medijev (imamo direktne prijateljske kontakte z uredniki polovice slovenskih medijev). [...]«.

## Zgodovina
V začetku aprila 2021 je Društvo prevzelo izdajanje spletnega medija Nacionalna tiskovna agencija (NTA je do tedaj izdajal zavod Phronesis). Julija 2021 je predsednik Društva Urban Purgar prevzel vlogo odgovornega urednika NTA.
25. junija sta bila po navedbah NTA med 13 Rumeni jopiči, ki so bili aretirani zaradi motenja protivladnega protestniškega shoda, pridržana tudi novinar NTA in član Društva za promocijo tradicionalnih vrednot. Rumeni jopiči so podpornike pozvali, da jim donacije za pomoč pri plačilu sodnih in odvetniških stroškov nakažejo na bančni račun Društva za promocijo tradicionalnih vrednot.
Julija 2021 je PayPal društvu trajno onemogočil možnost nakazil in donacij z obrazložitvijo, da so v zvezi z računom zaznali obnašanje z visoko stopnjo tveganja.
Pravna mreža za varstvo demokracije je 3. septembra 2021 na vrhovno tožilstvo vložila predlog za prepoved delovanja Društva, sklicujoč se na izjave Urbana Purgarja na socialnih omrežjih, ki naj bi predstavljali spodbujanje neenakopravnosti. Vrhovno državno tožilstvo je presodilo, da je bil predlog za prepoved delovanja Društva neutemeljen.
Med predvolilno oddajo aprila 2022 je kandidatka Gibanja Svoboda Urška Klakočar Zupančič problematizirala podelitev statusa društva v javnem interesu Društvu in dejala, da "Gre za neonacistično organizacijo, te pa res nimajo česa iskati med nevladnimi organizacijami". NTA je kasneje istega meseca zapisala, da sta predsednik stranke Robert Golob in njegova namestnica Klakočar Zupančič v predvolilnih soočenjih večkrat napovedala odvzem statusa društva v javnem interesu Društvu; Društvo je ob tem zatrdilo, da za odvzem statusa ni pravne podlage.
Mladina je aprila 2023 objavila odgovor kulturnega ministrstva na novinarsko vprašanje glede možnosti odvzema statusa društva v javnem interesu Društvu zaradi povezanosti upravljalcev NTA z neonacizmom in promocije idej iz Hitlerjevega Mein Kampfa na NTA; ministrstvo je odgovorilo, da omenjeno ne predstavlja zadostne podlage za odvzem statusa.
Junija 2023 je stranka Levica po napadih na udeležence Parade ponosa tega leta kot ukrep zoper takšne izbruhe sovraštva in nestrpnosti med drugim napovedala, da bodo ministrstva pod vodstvom Levice ukrepala zoper Društvo. Julija 2023 je ministrstvo za kulturo napovedalo podajo prošnje za izbris Društva na upravno sodišče in državno tožilstvo. Ministrstrica je ob tem navedla, da so se za ukrep odločili zaradi krepitve nestrpnosti in hujskanja ter spodbujanja sovraštva v družbi - med drugim na Paradi ponosa tega leta - za kar naj bi bili soodgovorni tudi Društvo ter predstavniki Društva in NTA, ki so neformalno povezani z skrajno desno skupino Rumeni jopiči. Na kulturnem ministrstvu naj bi po poročanju Mladine zbirali dokaze o povezavah med DZPTV in skrajnimi gibanji. Državni sekretar kulturnega ministrstva je ob tem napovedal spremembo pravilnika glede podeljevanja statusa društva v javnem interesu.

### Purgarjeva izjava o Adolfu Hitlerju
1. avgusta 2021 je predsednik Društva in odgovorni urednik NTA Urban Purgar v razpravi na Twitterju objavil zapis, v katerem je poveličeval Adolfa Hitlerja (»Hitler je #heroj«).
Državni in politični odziv
Do Purgarjeve izjave sta se kritično odzvale stranke LMŠ, SD, SAB in Levica in predsednik stranke NSi. Poslanec SD je zaradi izjave podal poslansko pobudo, da se Društvu razveljavi status NVO v javnem interesu na področju kulture. Izjavo so obsodili slovenski poslanci EP iz strank LMŠ, NSi, SD in SLS.
Predsednik države Borut Pahor je izjavo obsodil in pozval pristojne državne organe k ponovni presoji podelitve statusa NVO posebnega pomena Društvu. Premier Janša je v času po incidentu na svojem Facebook profilu zapisal: "Vsem, ki se klanjajo fašizmu, nacional socializmu (nacizmu), komunizmu ali njihovim liderjem in eksekutorjem [...] sporočamo: "Vsi ste isti. Demokrati nočemo imeti nobenega opravka z vami.""
Izjavo je obsodilo tudi ministrstvo za kulturo, a morebitnega odvzema statusa NVO v javnem interesu ni komentiralo. Izjavo je v obravnavo vzelo tudi državno tožilstvo.
Oster odziv slovenske politike in družbe na Purgarjevo izjavo je pohvalilo nemško veleposlaništvo.
1. septembra je Aktiv delavk in delavcev v kulturi v znak protesta zoper podelitev statusa društva posebnega pomena na okna stavbe ministrstva za kulturo nalepil plakate, na katerih so bile prikazane različne sporne izjave, ki jih je Purgar objavil na družbenih omrežjih, in ob tem pozvali k odvzemu statusa društva. 2. septembra je kulturno ministrstvo za N1 Slovenija potrdilo, da Društvu ne nameravajo odvzeti statusa društva posebnega pomena in da Purgarjeva izjava ne more biti podlaga za odvzem statusa. Direktor Centra nevladnih organizacij je ob tem navedel, da zakonodaja omogoča prej kvečemu prepoved samega delovanja društva v celoti kot pa odvzem že podeljenega statusa.
Odziv Purgarja in Društva za promocijo tradicionalnih vrednot
V odzivu na medijsko poročanje o svoji izjavi je Purgar nato navedel, da naj bi šlo za »provokativni zapis, katerega namen je bil razgaliti vso bedo slovenskega “levičarstva” in novinarstva«; z zapisom naj bi želel izpostaviti neskladje med (ne)sprejemljivostjo poveličevanja Hitlerja in pa poveličevanjem komunističnih voditeljev in žvižganje slovenski himni na dan državnosti ter petje Internacionale ob dnevu državnosti (pri čemer bi moralo biti slednje po njegovem mnenju primerljivo (ne)sprejemljivo kot prvo). Purgar je tudi navedel, da je bila izjava vzeta iz konteksta: »govora je bilo o Hitlerju kot enemu prvih antikomunistov, noben ne opravičuje/zagovarja nacističnih pobojev«. Purgar je sicer pred tem že objavil tudi rojstnodnevno voščilo Hitlerju in objavo pospremil z geslom "#heroj" in fotografijo Hitlerja kot otroka ter sliko (neo)nacističnega simbola (črnega sonca) - Purgar ima tudi tetovažo simbola črnega sonca na roki. Purgar je kasneje dodatno pojasnil, da naj bi »provokacije« izvajal že dlje časa v upanju, da pritegnejo medijsko pozornost, in da bi lahko zato »[...] teh mojih zapisov, takih in podobnih provokacij, našli še ful [...]«.
Glede svojih prepričanj o Hitlerju in nacizmu je Purgar v kasnejšem pogovoru (7. avgusta) z Alešem Erneclom navedel, da sicer ne poveličuje Hitlerja ali nacizma in da ne zagovarja nacističnih pobojev v koncentracijskih taboriščih, a da meni, da so "veliko bližje [...] naše vrednote Hitlerjevim kot drugim". Purgar je izrazil stališče, da so se nacisti upravičeno borili za združitev vseh teritorijev z nemškim prebivalstvom v eno državo in proti judovski zaroti zoper nemški narod, ki naj bi jo zoper Nemčijo od časa prve svetovne vojne dalje iz lastnega koristoljubja vršili Judi in judovski komunisti znotraj in zunaj Nemčije. Purgar je prav tako navedel, da se v predvojni Nemčiji zoper Jude ni vršilo nobenega nasilja, temveč da so jih Nemci "kot vsak normalen narod" zgolj lustrirali iz javnih funkcij, da so tudi med drugo svetovno vojno v koncentracijska taborišča zapirali izključno komuniste (ki pa da so bili pretežno Judi), da so v koncentracijskih taboriščih sprva vladale dobre razmere, navedel, da o obsegu holokavsta ni materialnih dokazov, in podvomil v pristojnost in odgovornost Hitlerja in vodstva nacistične Nemčije za zločine proti človeštvu v koncentracijskih taboriščih. Druga svetovna vojna naj bi navkljub Hitlerjevim željam in zavzemanjem za mir pričel Churchill, ki naj bi bil lutka Judov. Hitler naj bi bil tedaj tudi zadnji branik krščanske Evrope proti prevladi komunizma. Purgar je tudi zanikal, da bi bil Hitler nastrojen proti slovanskim narodom, in pritrdil tezi, da je Hitler okupiral Jugoslavijo zgolj zaradi "srbsko-židovskega puča v Beogradu". Purgar je tudi navedel, da je za prevladujočo zmotno predstavo o Hitlerju krivo judovsko zgodovinopisje, in napovedal, da bo Društvo v prihodnosti izdalo knjigo, ki bo glede te teme služila kot "protiutež uradni zgodovini", a da bo trajalo še več desetletji, preden bo javnost uvidela resnico o Hitlerju. Ernecl je ob tem izpostavil, da če njuno pojmovanje zgodovinskih dejstev pravilno, je jasno, zakaj bi bilo Hitlerja celo vredno častiti in mu reči heroj.
3. avgusta je Društvo - sklicujoč na javno razpravo o Purgarjevi izjavi - objavilo peticijo za prepoved simbolov vseh totalitarizmov (komunizma, socializma, marksizma, nacizma in fašizma).
5. avgusta je Društvo v izjavi obsodilo pozive k odvzemu njihovega statusa društva posebnega pomena, saj da zanj izpolnjuje vse pogoje in bi bil odvzem zatorej protipraven, in zapisalo, da bodo v primeru vkljubšnih poskusov odvzemov statusa uporabili vsa pravna sredstva, da zavarujejo svoje pravice, v primeru odvzema statusa pa da bodo opravili "  revizijo vseh postopkov pridobitve javnega interesa, za vseh 27.000 NVO-jev v Sloveniji".
Purgar je v zapisu na Twitterju zoper kritike in "predvsem" politike, ki zahtevajo odvzem statusa posebnega pomena Društvu, napovedal "medijski lihč [sic]" in pripisal "[...] O vsakem, čisto vsakem imamo zgodbo/nečednosti na zalogi. Pazite mal kaj govorite. (Gledam tebe @MatejTonin)". V odziv na kritičen zapis bivšega direktorja SOVE Damirja Črnčeca o svoji izjavi se je Purgar odzval z navedbo, da v uredništvu NTA razpolagajo s tajnimi dokumenti SOVE, ki da jih je pred leti neonacistom posredoval Črnčec (tedaj v vlogi direktorja SOVE) in s katerimi so neonacisti od represivnega organa izsilili neukrepanje zoper same sebe. Purgar je napovedal, da bo dokumente objavljal postopno, in objavil fotografijo domnevne interne korespondence agentov SOVE prek spletne pošte, ki se je nanašala na neonaciste.
7. septembra je Purgar odstopil z mesta predsednika Društva, sklicujoč se na neodobravanje nekaterih članov z nekaterimi njegovimi izjavami, ki da so bile s strani medijev iztrgane iz konteksta in zlorabljene za obračun z njim in Društvom.